# Mario Berti
Mario Berti (1881 - 1964) fue un militar italiano que participó en las dos guerras mundiales y en la guerra civil española. Nació en La Spezia, que se encuentra hoy en día en Liguria, Italia, en el seno de una familia de clase media alta.

## Primera Guerra Mundial y guerra civil española
Alcanzó el grado de Coronel en el Ejército de Italia a una edad muy temprana (se considera que es todavía una de las personas más jóvenes en alcanzar este grado en Italia). Originalmente estacionado en Libia cuando se produjo el estallido de la Primera Guerra Mundial, estaba sirviendo en el frente de Trento en 1916. Participó en la batalla de Asiago y más tarde fue condecorado personalmente por Winston Churchill por sus servicios a los Aliados en la Primera Guerra Mundial. Más tarde sería condecorado por Hitler con la Cruz de Hierro. 
Como General, Berti fue el Comandante de la 9ª División de Infantería Pasubio, luego de la 3ª División de Caballería Amedeo Duca d'Aosta, antes de convertirse en el Comandante Adjunto del Cuerpo de Voluntarios Italianos (Corpo di Truppe Volontarie', o CTV) durante la Guerra Civil Española en 1937. Posteriormente, Berti se convirtió en Comandante en Jefe de la misma unidad desde finales de 1937 a 1938 durante la Ofensiva de Aragón, a petición del jefe de los sublevados en España, general Franco. 

## Segunda Guerra Mundial
Al comienzo de la Segunda Guerra Mundial, Berti fue Jefe de Estado Mayor en el ejército italiano. Sin embargo el compromiso de Italia en España había drenado los recursos públicos para la guerra, y Berti, junto a otros mandos, manifestó a Mussolini que Italia no estaba preparada para luchar contra Gran Bretaña y Francia. A raíz de este posicionamiento, cayó en desgracia y fue apartado, nombrándosele Comisionado en Libia. Fue sustituido por Rodolfo Graziani.
Su relación con Graziani era pésima. Después de los fracasos en Egipto, Berti acusó a  Graziani de incompetente. En el verano de 1940, Berti sustituyó a Francesco Guidi como Comandante de la Décimo Ejército italiano en Libia. El 9 de septiembre de 1940, Berti estaba al mando del Décimo Ejército durante la invasión italiana de Egipto. Detenido en Sidi Barrani por problemas logísticos, Berti desplegó sus unidades de avanzada en una serie de puntos fuertes fortificados. Luego comenzó a trabajar en la ampliación de la Via Balbia a Egipto. 
El 8 de diciembre de 1940, Berti estaba de licencia cuando el general británico Richard O'Connor lanzó la Operación Compass. El 14 de diciembre, Berti regresó pero las fuerzas británicas habían superado las líneas italianas con facilidad. El 16 de diciembre, los italianos habían sido expulsados de Egipto. El 23 de diciembre, Berti fue reemplazado por el general Giuseppe Tellera como comandante del Décimo Ejército.
El 8 de septiembre de 1943, Italia firmó el armisticio con los aliados y Berti se retiró del ejército.